# Kousavec korový
Kousavec korový (nebo tesařík korový; Rhagium inquisitor) je jedním ze čtyř druhů rodu Rhagium vyskytujících se na území ČR, patří do početné čeledi tesaříkovitých (Cerambycidae).

## Popis
Tento druh tesaříka je dlouhý 10 až 21 mm, černý, hlava a štít jsou přiléhavě šedě chloupkované. Po obou stranách štítu je masivní trnovitý výběžek. Krovky jsou bledě žluté se skvrnitým šedým nebo žlutavým chloupkováním, mají podélná žebra, dvě víceméně úplné příčné pásky a několik roztroušených černých skvrn, které jsou bez ochlupení. Kořeny několika tykadlových článků, stehna a holeně jsou na bázi obyčejně červenožluté. Skulptura a chloupkování krovek je variabilní; extrémní forma má krovky téměř bez vrásek, chloupkování je světlé a jednobarevné, beze skvrn, tělo menší, 10–11 mm dlouhé (var. sudeticum Plav.).

## Ekologie
Je to nejhojnější a nejvýznamnější zástupce rodu. Dospělci se objevují v dubnu až červenci, často navštěvují květy. Za slunečného počasí nalétávají na čerstvě pokácené kmeny a především staré pařezy jehličnatých dřevin, např. smrku, jedle, borovice a modřínu. Dosti často osidlují také žijící stromy oslabené například kůrovci, obaleči nebo dlouhotrvajícími přísušky. Larvy hlodají v kambiální zóně až 2 cm široké vlnité chodby, které pod tenkou kůrou porušují povrch dřeva jen málo, pod silnou kůrou vůbec. Dorostlé larvy se pod tenkou kůrou kuklí v hákovitých chodbách až několik centimetrů hluboko ve dřevě. Pod středně silnou kůrou se larvy kuklí v lýku a povrchových částech běli ve velkých, plošně oválných kuklových kolébkách, vystlaných bílým věnečkem z hrubých a dlouhých dřevních třísek. Pod silnou kůrou se larvy obvykle kuklí v hladkých kolébkách, lokalizovaných pouze v kůře a lýku. Přezimují larvy, kukly, především ale mladí brouci. Výletové otvory jsou oválné. Generace je dvouletá. Druh může fyziologicky a technicky poškozovat suchem oslabené jedle a smrky.

## Možnost záměny
Záměna je teoreticky možná s jinými tesaříky z rodu Rhagium – nejspíše s kousavcem páskovaným (Rhagium sycophanta) nebo kousavcem hlodavým (Rhagium mordax). Všichni se ale na první pohled liší zbarvením.

## Výskyt
Lze jej nalézt v Evropě, na západní Sibiři a v Severní Americe. V České republice je hojný od nížin do hor. Často býval nalézán v domácnostech, kam byl zavlečen spolu s palivovým dřívím.